# フランティシェク・ラボニ
フランティシェク・ラボニ（František Raboň、1983年9月26日 - ）は、チェコ、プラハ出身の自転車競技（ロードレース）選手。

## 経歴
2005年
- 欧州選手権・個人ロードレース優勝。

2006年、T-モバイル（後の HTC - ハイ・ロード）と契約を結んでプロ転向。
- ジロ・デ・イタリア初出場、総合147位。

2008年
- 国内選手権・個人タイムトライアル(ITT)優勝。

2009年
- 国内選手権・ITT2連覇。
- ブエルタ・ア・エスパーニャ初出場、総合134位。
- 世界選手権・ITT19位。

2010年
- 国内選手権・ITT3連覇。

2012年、オメガファーマ・クイックステップに移籍。